# Monitor in ear

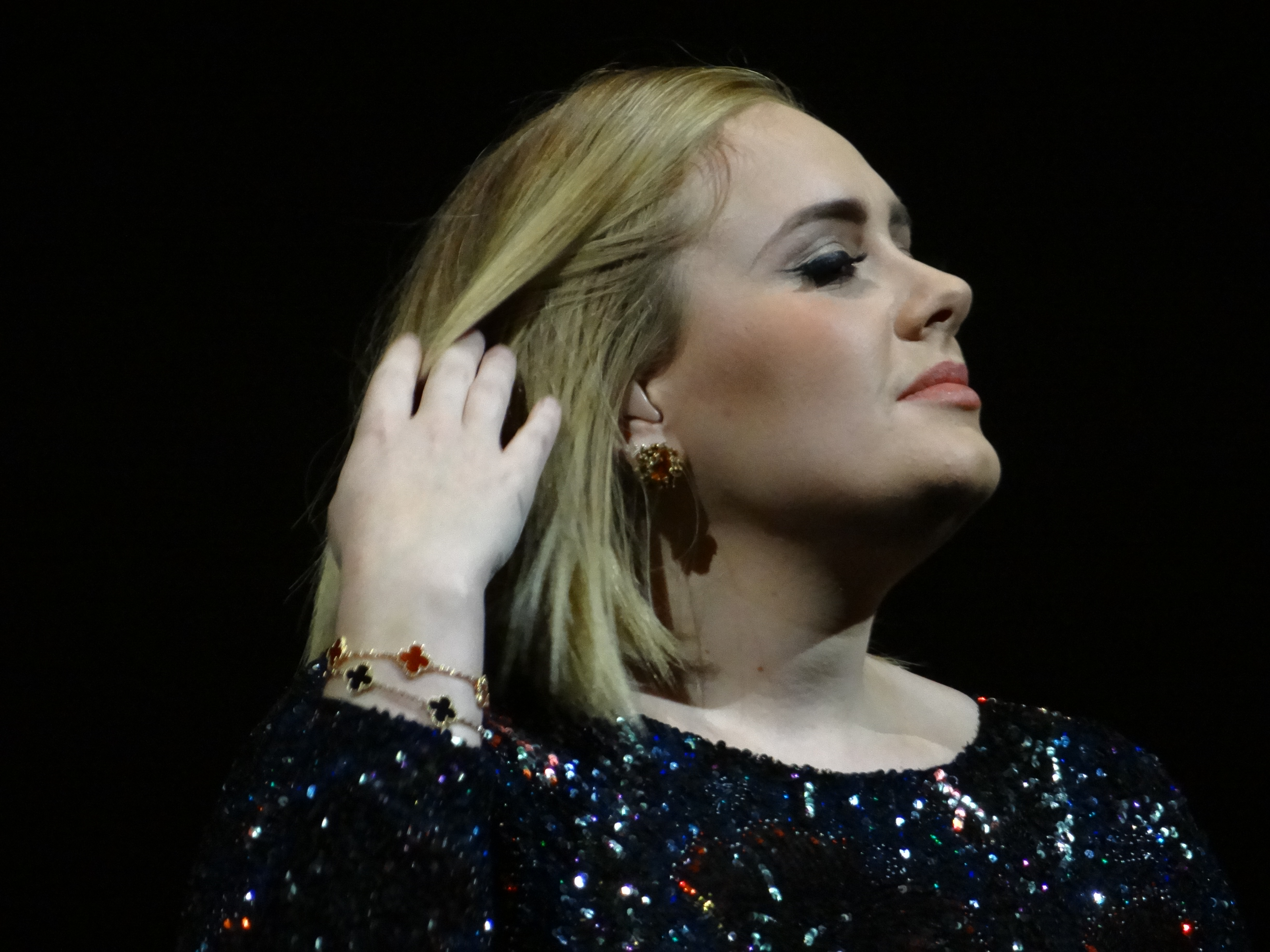
La cantante Adele con un monitor

Los sistemas de monitorización In-Ear, son una herramienta utilizada por músicos y artistas para obtener referencia auditiva de una mezcla de instrumentos, sonido ambiente, músicas pregrabadas o cualquier tipo de señal acústica que se necesite, tanto en escenario en directo como en estudio de grabación. Se diferencian de clásicos monitores de cuña por ser de formato auricular.

## Descripción
Los sistemas In-Ear se utilizan en escenarios en directo desde finales del siglo XX y principios del siglo XXI, aunque su uso se extendió a partir de la segunda década del 2000. Se componen de un receptor (petaca), a dónde llega la señal de audio, bien a través de cable o de ondas de radio frecuencia, y de uno o dos auriculares que reproducen la mezcla enviada en el oído del artista, conectados entre sí (receptor y auriculares) mediante un cable. Los sistemas que reciben la señal a través de radio frecuencia, cuentan también con un transmisor que emite dichas ondas, al cual llega la señal de audio directamente desde la mesa de mezclas mediante un cable.

## Tipos

### Según el tipo de transmisión de señal
- Por cable: Este sistema emplea un cable de audio para transmitir la señal directamente desde la mesa de mezclas al receptor de los monitores. Son útiles para situaciones de músicos estáticos, y su precio es mucho menor.
- Por radio frecuencia: Este, sin embargo, envía la señal desde el mezclador a un transmisor mediante un cable de audio. Este transmisor emite ondas de radio frecuencia con la señal de audio codificada, que llega al receptor (una petaca que el músico lleva colgada) a través de sus antenas. En la petaca la señal se descodifica y se envía a los auriculares por cable.

### Según el tipo de mezcla
- Mezcla realizada por el técnico: Es el sistema más habitual, en el que el técnico o ingeniero de sonido crea una mezcla específica para enviar a un músico, que no puede realizar cambios en esta.
- Premezcla por el técnico y mezcla final del músico: En este caso, el técnico o ingeniero de sonido realiza una premezcla que se envía al músico, el cual acaba de ajustar los niveles a su gusto.

### Según la apertura
- Cerrados: Este tipo de auriculares cierran totalmente el sonido ambiente, por lo que suele ser necesario la instalación de micrófonos en dirección al público y enviados al músico para que este pueda tener referencia de lo que sucede más allá del escenario.
- Semiabiertos: Este tipo de auriculares permiten el paso de señal del ambiente a voluntad del músico, mediante un sistema de apertura y cierre.
- Con micrófono incorporado: Estos auriculares incluyen un micrófono de pequeño tamaño que capta señal del ambiente y que el músico puede regular a su gusto.

## Ventajas y desventajas

### Ventajas
- Menor nivel SPL en escenario.
- Se elimina el problema de las realimentaciones.
- Posibilidad de enviar señales ocultas, tales como claquetas, mensajes a los músicos, etc.
- Posibilidad de enviar mezclas estéreo.
- Portabilidad.
- Mayor movilidad para el músico.

### Desventajas
- Precio elevado.
- Posibilidad de interferencias en las ondas de radio frecuencia. Aunque en los equipos de alta gama es prácticamente imposible esta situación.